# Xeropteryx media
Xeropteryx media là một loài bướm đêm trong họ Geometridae.